# Veículo movido a hidrogênio
Estágio de foguete Centaur.
Um veículo movido a hidrogênio é um veículo de combustível alternativo que utiliza hidrogênio molecular como fonte primária de energía para locomoção.
Estes veículos utilizam geralmente o hidrogênio em um de dois métodos: combustão ou conversão da célula de combustível. Na combustão, o hidrogênio se queima como no esquema de um motor de combustão interna, da mesma forma que a gasolina, ou outro combustível. Já através da conversão da célula de combustível, o hidrogênio se converte em electricidade através de células de combustível que movem motores elétricos —  nesse esquema a célula de combustível funciona como uma espécie de bateria elétrica.
Veículos movidos com célula de combustível são considerados veículos com emissão zero de poluentes porque o único subproduto do hidrogênio consumido é a água, que também pode mover uma micro-turbina como as encontradas num carro a vapor.
Em janeiro de 2010, a Honda foi a única empresa que conseguiu a homologação necessária para comercializar veículos com essa tecnologia. Trata-se do FCX Clarity, distribuído no Japão e Estados Unidos. No momento, a companhia não tem planos para comercializá-los na Europa e em outros países.

## Fabricantes de automóveis de hidrogênio
- BMW
- Honda — Honda FCX Clarity

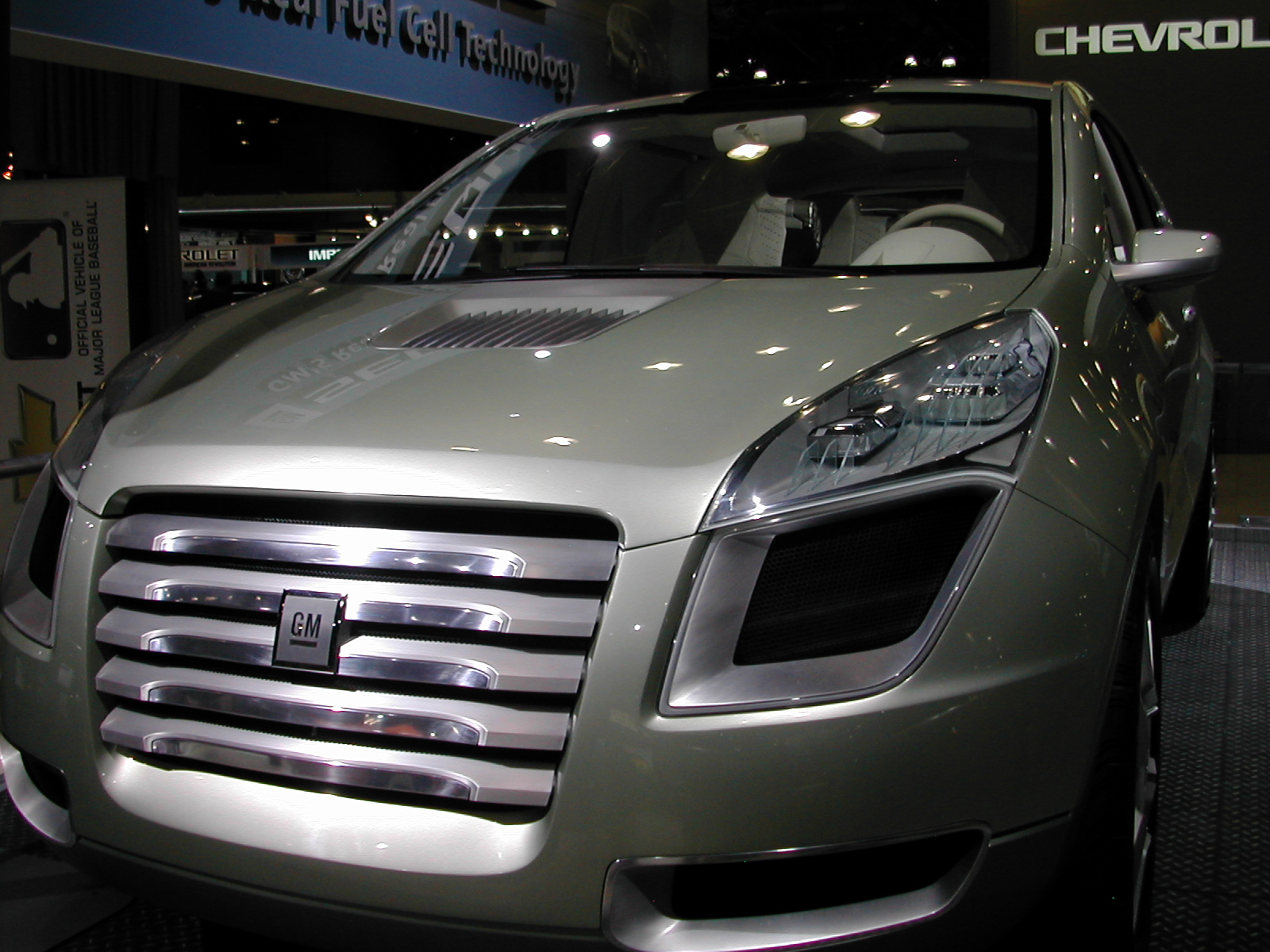
Um veículo movido com bateria de hidrogênio da GM.

- DaimlerChrysler — Mercedes-Benz Necar 5
- Ford — Ford Focus FCV
- General Motors — Hy-wire, HydroGen3
- Honda — Honda EV Plus
- Hyundai — Hyundai Nexo [en]
- Mazda — Mazda RX-8[1]
- Nissan — Nissan X-Trail FCV
- Volkswagen
- Ferrari
- Toyota — Mirai

## Componentes e sistemas de hidrogênio veicular
- Há sistema de hidrogênio que produzem gás HHO em baixa demanda, adaptáveis a qualquer tipo de veículo e classe. Não há dispositivos de compressão e armazenamento.[2] A quantidade vai de 10 até 50% de combustível, reduzem cerca de 80% das emissões de CO2 e aumenta a potência sem danificar o motor[3].

## Custos

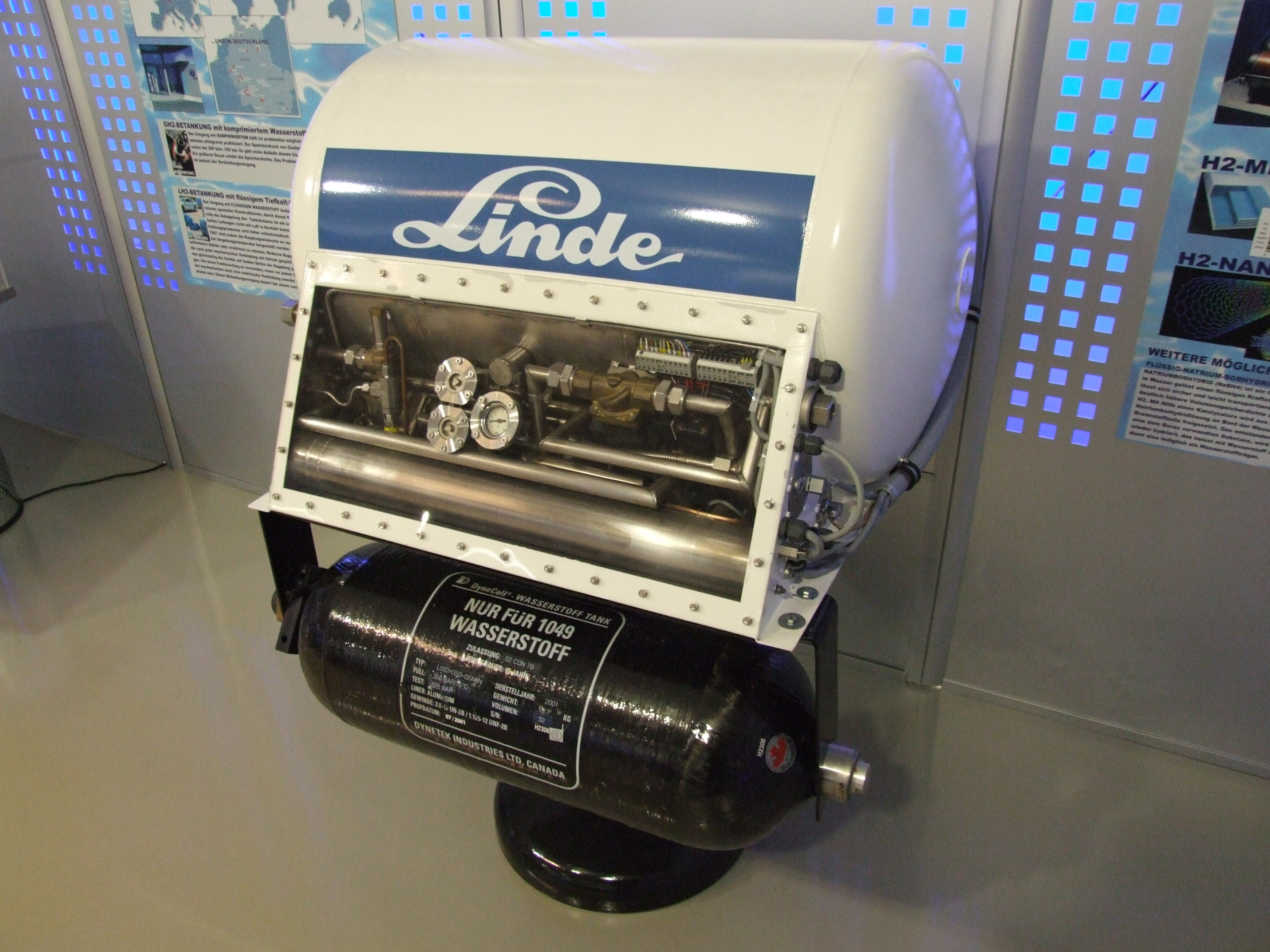
Tanque de combustível para hidrógeno líquido da Linde AG, em um museu de Altlußheim

Existem sistemas de hidrogênio que podem ser financiados por apenas 60 euros (€60,00) por mês.

## Aeronaves
Empresas como a Boeing, Lange Aviation e o Centro Aeroespacial Alemão usam o hidrogênio como combustível para os aviões. Em fevereiro de 2008, a Boeing realizou um voo tripulado em um pequeno avião com propulsão a célula de combustível. Foram testados também aviões não tripulados de oxigênio.